# A1 Team Great Britain
A1 Team Great Britain es el equipo británico de A1 Grand Prix, una serie internacional de carreras.

## Gestión

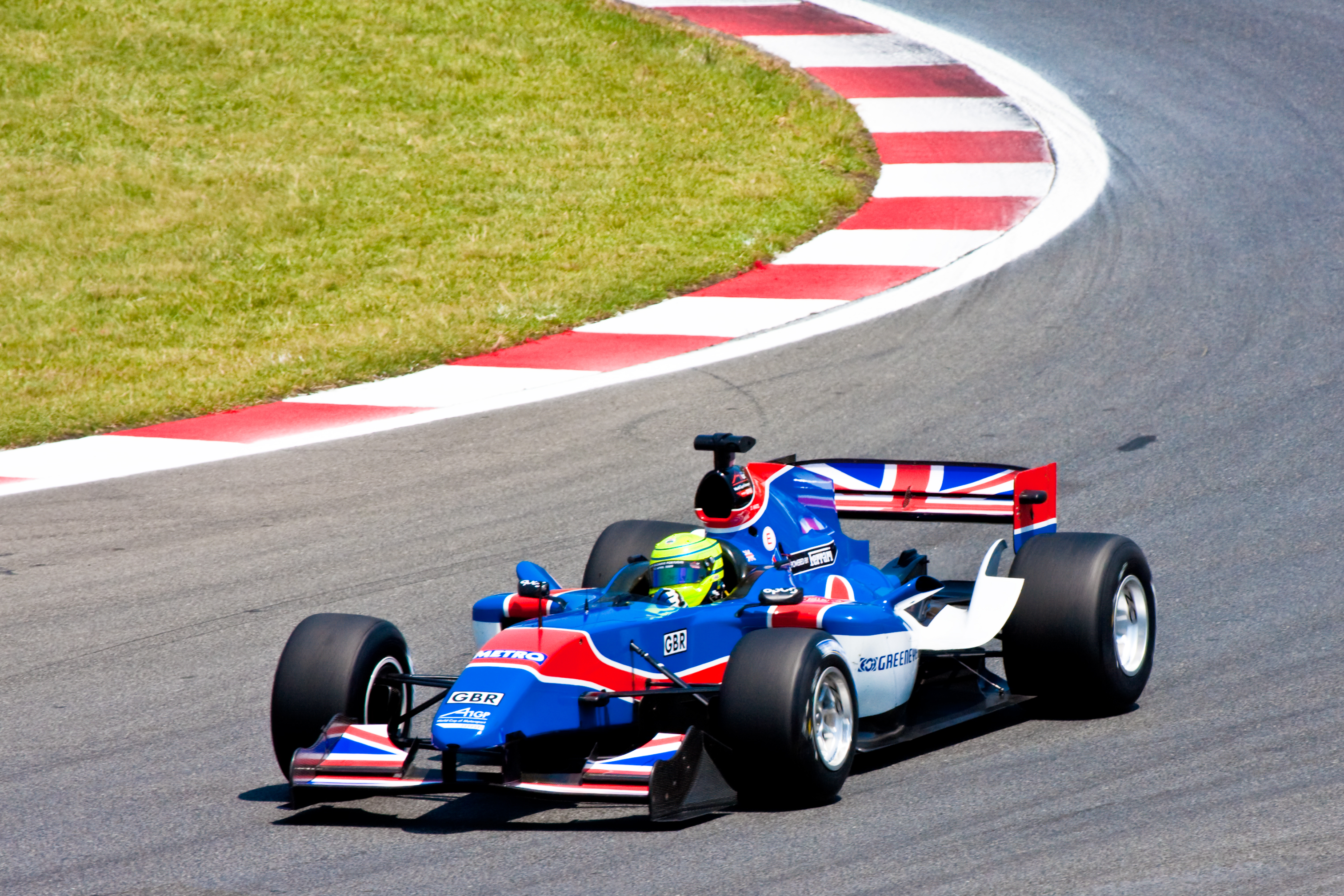
A1 Grand Prix, Kyalami - Gran Bretaña

A1 Team Great Britain fue uno de los primeros titulares de seis asientos en la serie anunciada, con el presidente John Surtees como anfitrión del evento. El automóvil se presentó al público en septiembre de 2005, mostrando una distintiva librea azul, roja y blanca para reflejar los colores de la bandera del Reino Unido, en lugar del color verde tradicional de carreras de Gran Bretaña.
El financiero británico Tony Clements fue el titular del asiento nacional y dirigió el brazo corporativo del equipo hasta la quinta ronda de la temporada 4. El ex campeón del mundo de motos de 500cc y Fórmula 1, John Surtees, fue el director del equipo durante las primeras 2 temporadas de A1GP, trabajando con el estructura organizativa, desarrollo técnico, contratación y operaciones de carrera para el equipo. Dejó su papel antes de la temporada 3 y fue reemplazado por Katie Clements. El Arden International fue responsable de las operaciones de carrera del equipo durante la primera temporada. Sin embargo, para la temporada 2, Surtees reunió un equipo de carreras a medida para manejar las operaciones de carrera del equipo A1 de Gran Bretaña. Ese equipo se mantuvo en su lugar durante la tercera temporada de A1GP y las primeras 5 rondas de la temporada 4.
Sin embargo, entre las rondas 5 y 6 de la temporada 4, el equipo A1 de Gran Bretaña entró en la administración. A partir de la sexta ronda, el coche estuvo a cargo de mecánicos e ingenieros empleados por la propia serie, con paradas en boxes realizadas por el equipo alemán.

## Historia

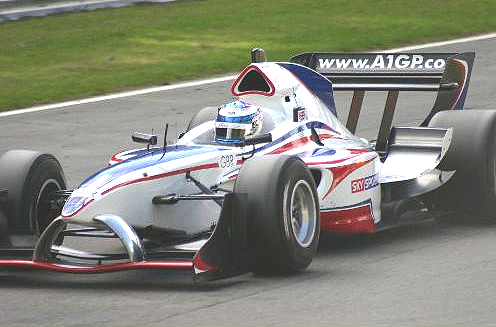
Robbie Kerr negocia Pilgrim's Drop en Brands Hatch durante la temporada 2005-06 de A1 Grand Prix.

### Temporada 2005-06
Conductores: Robbie Kerr, Darren Manning
A1 Team Great Britain fue uno de los primeros titulares de seis asientos en la serie anunciada, con el presidente John Surtees como anfitrión del evento. El automóvil se presentó al público en septiembre de 2005, mostrando una distintiva librea azul, roja y blanca para reflejar los colores de la bandera del Reino Unido, en lugar del color verde tradicional de carreras de Gran Bretaña .
El equipo de Gran Bretaña fue el primer equipo de la serie en ofrecer un papel de prueba a una piloto mujer. Katherine Legge (que había probado previamente un coche de Fórmula 1 para el ahora desaparecido equipo Minardi), lo probó en el Autódromo de Dubai durante el fin de semana de carreras de los Emiratos Árabes Unidos.
El equipo terminó tercero en el campeonato, acumulando ocho podios.

### Temporada 2006-07
Pilotos: Oliver Jarvis, Robbie Kerr, Darren Manning
Una vez más, el equipo de Gran Bretaña terminó tercero en el campeonato general, pero acumuló tres victorias y siete podios, incluido un fin de semana casi perfecto en su carrera.

### Temporada 2007-08
Conductores: Oliver Jarvis, Robbie Kerr
Por tercera temporada consecutiva, el equipo de Gran Bretaña terminó tercero en el campeonato, con dos victorias y cinco podios, incluido otro fin de semana casi perfecto en Brands Hatch.

### Temporada 2008-09
Conductor: Danny Watts, Dan Clarke
En su primera salida para el equipo en Chengdu, Danny Watts consiguió su primera pole position en la clasificación de la Carrera Larga.

## Conductores
| Nombre         | Temporadas                | Carreras (inicios) | Título A1GP | 1° | SPR | PRIN | 2° | 3° | Poles | Vueltas rápidas | Pts. |
| -------------- | ------------------------- | ------------------ | ----------- | -- | --- | ---- | -- | -- | ----- | --------------- | ---- |
| Dan Clarke     | 2008-09                   | 3 (6)              |             |    |     |      |    |    |       |                 | 8    |
| Oliver Jarvis  | 2006-07, 2007-08          | 7 (14)             |             | 2  |     | 2    | 5  |    |       | 2               | 124  |
| Robbie Kerr    | 2005-06, 2006-07, 2007-08 | 23 (46)            |             | 3  | 3   |      | 11 | 4  | 4     | 2               | 154  |
| Darren Manning | 2005-06, 2006-07          | 2 (4)              |             |    |     |      | 1  |    |       |                 | 15   |
| Danny Watts    | 2008-09                   | 3 (6)              |             |    |     |      |    | 2  | 1     |                 | 20   |

## Resultados
"SPR" indica una carrera SPRint, "PRIN" indica una carrera principal. Los resultados en negrita indican la pole position y los resultados en cursiva indican la vuelta más rápida.
| Año     | Equipo de carreras    | Chasis, motor, neumáticos  | Conductores    | 1                           | 2                           | 3                                     | 4                                     | 5                                     | 6                                     | 7                                     | 8                                     | 9                        | 10                       | 11                                | 12                                | 13                      | 14                      | 15                   | 16                   | 17                                    | 18                                    | 19                                    | 20                                    | 21                                    | 22                                    | Pts. | Pos.              |
| ------- | --------------------- | -------------------------- | -------------- | --------------------------- | --------------------------- | ------------------------------------- | ------------------------------------- | ------------------------------------- | ------------------------------------- | ------------------------------------- | ------------------------------------- | ------------------------ | ------------------------ | --------------------------------- | --------------------------------- | ----------------------- | ----------------------- | -------------------- | -------------------- | ------------------------------------- | ------------------------------------- | ------------------------------------- | ------------------------------------- | ------------------------------------- | ------------------------------------- | ---- | ----------------- |
| 2005-06 | Arden International   | Lola, Zytek, Cooper Avon   |                | Bandera del Reino Unido     | Bandera del Reino Unido     | Bandera de Alemania                   | Bandera de Alemania                   | Bandera de Portugal                   | Bandera de Portugal                   | Bandera de Australia                  | Bandera de Australia                  | Bandera de Malasia       | Bandera de Malasia       | Bandera de Emiratos Árabes Unidos | Bandera de Emiratos Árabes Unidos | Bandera de Sudáfrica    | Bandera de Sudáfrica    | Bandera de Indonesia | Bandera de Indonesia | Bandera de México                     | Bandera de México                     | Bandera de Estados Unidos             | Bandera de Estados Unidos             | Bandera de la República Popular China | Bandera de la República Popular China | 97   | Medalla de bronce |
| 2005-06 | Arden International   | Lola, Zytek, Cooper Avon   | SPR            | PRIN                        | SPR                         | PRIN                                  | SPR                                   | PRIN                                  | SPR                                   | PRIN                                  | SPR                                   | PRIN                     | SPR                      | PRIN                              | SPR                               | PRIN                    | SPR                     | PRIN                 | SPR                  | PRIN                                  | SPR                                   | PRIN                                  | SPR                                   | PRIN                                  |                                       | 97   | Medalla de bronce |
| 2005-06 | Arden International   | Lola, Zytek, Cooper Avon   | Robbie Kerr    | 5                           | Ret                         | Ret                                   | 2                                     | Ret                                   | 12                                    | 5                                     | Medalla de plata                      | Medalla de bronce        | Ret                      | 9                                 | Medalla de plata                  | Medalla de plata        | Ret                     | Medalla de plata     | 10                   | 11                                    | 6                                     | 4                                     | Medalla de bronce                     |                                       |                                       | 97   | Medalla de bronce |
| 2005-06 | Arden International   | Lola, Zytek, Cooper Avon   | Darren Manning |                             |                             |                                       |                                       |                                       |                                       |                                       |                                       |                          |                          |                                   |                                   |                         |                         |                      |                      |                                       |                                       |                                       |                                       | Medalla de plata                      | 15                                    | 97   | Medalla de bronce |
| 2006-07 | A1 Team Great Britain | LolaZytekCooper Avon       |                | Bandera de los Países Bajos | Bandera de los Países Bajos | Bandera de República Checa            | Bandera de República Checa            | Bandera de la República Popular China | Bandera de la República Popular China | Bandera de Malasia                    | Bandera de Malasia                    | Bandera de Indonesia     | Bandera de Indonesia     | Bandera de Nueva Zelanda          | Bandera de Nueva Zelanda          | Bandera de Australia    | Bandera de Australia    | Bandera de Sudáfrica | Bandera de Sudáfrica | Bandera de México                     | Bandera de México                     | Bandera de la República Popular China | Bandera de la República Popular China | Bandera del Reino Unido               | Bandera del Reino Unido               | 92   | Medalla de bronce |
| 2006-07 | A1 Team Great Britain | LolaZytekCooper Avon       | SPR            | PRIN                        | SPR                         | PRIN                                  | SPR                                   | PRIN                                  | SPR                                   | PRIN                                  | SPR                                   | PRIN                     | SPR                      | PRIN                              | SPR                               | PRIN                    | SPR                     | PRIN                 | SPR                  | PRIN                                  | SPR                                   | PRIN                                  | SPR                                   | PRIN                                  |                                       | 92   | Medalla de bronce |
| 2006-07 | A1 Team Great Britain | LolaZytekCooper Avon       | Darren Manning | 5                           | 7                           |                                       |                                       |                                       |                                       |                                       |                                       |                          |                          |                                   |                                   |                         |                         |                      |                      |                                       |                                       |                                       |                                       |                                       |                                       | 92   | Medalla de bronce |
| 2006-07 | A1 Team Great Britain | LolaZytekCooper Avon       | Robbie Kerr    |                             |                             | 9                                     | 6                                     |                                       |                                       | 5                                     | Medalla de plata                      | Medalla de bronce        | Ret                      | 8                                 | Ret                               | 19                      | 10                      | 9                    | Medalla de plata     |                                       |                                       | Medalla de oro                        | Medalla de plata                      | Medalla de oro                        | Medalla de plata                      | 92   | Medalla de bronce |
| 2006-07 | A1 Team Great Britain | LolaZytekCooper Avon       | Oliver Jarvis  |                             |                             |                                       |                                       | 7                                     | Medalla de plata                      |                                       |                                       |                          |                          |                                   |                                   |                         |                         |                      |                      | Medalla de plata                      | Medalla de oro                        |                                       |                                       |                                       |                                       | 92   | Medalla de bronce |
| 2007-08 | A1 Team Great Britain | LolaZytekCooper Avon       |                | Bandera de los Países Bajos | Bandera de los Países Bajos | Bandera de República Checa            | Bandera de República Checa            | Bandera de Malasia                    | Bandera de Malasia                    | Bandera de la República Popular China | Bandera de la República Popular China | Bandera de Nueva Zelanda | Bandera de Nueva Zelanda | Bandera de Australia              | Bandera de Australia              | Bandera de Sudáfrica    | Bandera de Sudáfrica    | Bandera de México    | Bandera de México    | Bandera de la República Popular China | Bandera de la República Popular China | Bandera del Reino Unido               | Bandera del Reino Unido               |                                       |                                       | 126  | Medalla de bronce |
| 2007-08 | A1 Team Great Britain | LolaZytekCooper Avon       | SPR            | PRIN                        | SPR                         | PRIN                                  | SPR                                   | PRIN                                  | SPR                                   | PRIN                                  | SPR                                   | PRIN                     | SPR                      | PRIN                              | SPR                               | PRIN                    | SPR                     | PRIN                 | SPR                  | PRIN                                  | SPR                                   | PRIN                                  |                                       |                                       |                                       | 126  | Medalla de bronce |
| 2007-08 | A1 Team Great Britain | LolaZytekCooper Avon       | Oliver Jarvis  | 7                           | Medalla de oro              |                                       |                                       | 6                                     | 12                                    | 6                                     | 5                                     |                          |                          |                                   |                                   | Medalla de plata        | 11                      | Medalla de plata     | Medalla de plata     |                                       |                                       |                                       |                                       |                                       |                                       | 126  | Medalla de bronce |
| 2007-08 | A1 Team Great Britain | LolaZytekCooper Avon       | Robbie Kerr    |                             |                             | Medalla de plata                      | 17                                    |                                       |                                       |                                       |                                       | Ret                      | Ret                      | 16                                | Medalla de bronce                 |                         |                         |                      |                      | 9                                     | 9                                     | Medalla de oro                        | Medalla de plata                      |                                       |                                       | 126  | Medalla de bronce |
| 2008-09 | A1 Team Great Britain | Ferrari, Ferrari, Michelin |                | Bandera de los Países Bajos | Bandera de los Países Bajos | Bandera de la República Popular China | Bandera de la República Popular China | Bandera de Malasia                    | Bandera de Malasia                    | Bandera de Nueva Zelanda              | Bandera de Nueva Zelanda              | Bandera de Sudáfrica     | Bandera de Sudáfrica     | Bandera de Portugal               | Bandera de Portugal               | Bandera del Reino Unido | Bandera del Reino Unido |                      |                      |                                       |                                       |                                       |                                       |                                       |                                       | 28   | 10°               |
| 2008-09 | A1 Team Great Britain | Ferrari, Ferrari, Michelin | SPR            | PRIN                        | SPR                         | PRIN                                  | SPR                                   | PRIN                                  | SPR                                   | PRIN                                  | SPR                                   | PRIN                     | SPR                      | PRIN                              | SPR                               | PRIN                    |                         |                      |                      |                                       |                                       |                                       |                                       |                                       |                                       | 28   | 10°               |
| 2008-09 | A1 Team Great Britain | Ferrari, Ferrari, Michelin | Danny Watts    |                             |                             | Medalla de bronce                     | Medalla de bronce                     | Ret                                   | 16                                    |                                       |                                       | Ret                      | 7                        |                                   |                                   |                         |                         |                      |                      |                                       |                                       |                                       |                                       |                                       |                                       | 28   | 10°               |
| 2008-09 | A1 Team Great Britain | Ferrari, Ferrari, Michelin | Dan Clarke     |                             |                             |                                       |                                       |                                       |                                       | 12                                    | 12                                    |                          |                          | 11                                | 7                                 | 13                      | 7                       |                      |                      |                                       |                                       |                                       |                                       |                                       |                                       | 28   | 10°               |